# Beausoleil Island
Beausoleil Island är en ö i Kanada.   Den ligger i provinsen Ontario, i den sydöstra delen av landet, 300 km väster om huvudstaden Ottawa. Arean är 10,9 kvadratkilometer.